# Serpico (Fernsehserie)
Serpico ist eine US-amerikanische Krimiserie, von der zwischen 1976 und 1977 eine Staffel mit 15 Episoden produziert wurde. Ihre Erstausstrahlung hatte die Serie am 24. September 1976 beim Sender NBC. In der Bundesrepublik wurde die Serie erst 1983 gesendet.

## Handlung
Der Polizist Frank Serpico arbeitet für das NYPD. Dort stößt er auf Korruption unter seinen Kollegen. Bei seinen Versuchen, die Taten aufzuklären erfährt er jedoch Widerstand aus den eigenen Reihen. Er wird daraufhin in ein anderes Revier versetzt und Lieutenant Tom Sullivan unterstellt. Im Verlauf der Serie hat es Serpico sowohl mit Verbrechern als auch bestechlichen Kollegen zu tun.

## Hintergrund
Die Serie basiert auf wahren Erlebnissen des Frank Serpico. Dieser war bei seinem Eintritt in den Polizeidienst mit Misshandlungen von Verdächtigen und Schmiergeldzahlungen konfrontiert. Serpico, der an diesem System nicht teilnehmen wollte, wurde von Vorgesetzten bei der Aufklärung behindert und häufig versetzt. 1970 sagte er vor einem Korruptions-Untersuchungsausschuss aus. Seine Geschichte wurde von Peter Maas als Roman veröffentlicht und 1973 mit Al Pacino in der Hauptrolle verfilmt.